# Fritz Hempler
Fritz Hempler (* 10. Dezember 1939 in Berlin) ist ein ehemaliger deutscher Fußballspieler. 

## Sportlicher Werdegang
Mit seiner Mutter, seinem Großvater und vier Geschwistern – sein Vater war 1943 als Soldat gefallen – floh Hempler nach dem Zweiten Weltkrieg via Pferdewagen zunächst nach Herbrechtingen; über Langenau gelangte die Familie 1947 nach Ulm. Dort schloss er sich der TSG Ulm 1846 an. Nach dem Aufstieg des Klubs in die Oberliga Süd 1958 debütierte er in der seinerzeit höchsten Spielklasse im süddeutschen Raum. In drei Spielzeiten bis zum Abstieg des Klubs 1961 absolvierte er 23 Ligaspiele, dabei erzielte der Stürmer fünf Tore. Er galt als großes Talent, im Frühjahr 1958 war er vom DFB unter Trainer Helmut Schön als einer von 16 Juniorennationalspielern neben den späteren Bundesligaspielern bzw. -trainern Friedel Rausch und Jürgen Sundermann für das UEFA-Juniorenturnier nominiert worden. Letztlich verhinderte einerseits ein Kreuzbandriss, aber auch andererseits seine Sensibilität den Durchbruch und eine dauerhafte Fußballerkarriere – Mitspieler Helmut Zatopek lästerte über ihn und agierte übermotiviert bzw. verletzend ihm gegenüber im Training, so dass Hempler, der keine Unterstützung seitens des Trainers erhielt, zeitweise dem Klub fern blieb. Als der Klub 1962 wieder aufstieg, gehörte er nicht mehr zu den „Spatzen“.
Hempler besuchte das Humboldt-Gymnasium Ulm, das er im Sommer 1959 mit Abitur verließ. Später war er als Entwicklungshelfer tätig, unter anderem arbeitete er für die Deutsche Gesellschaft für Technische Zusammenarbeit. Hier spielte er für die Betriebsmannschaft Fußball, 40-jährig erwarb er die Trainerlizenz der Stufe B. Dabei hatte er ein Sprach- und Volkswirtschaftsstudium in Mexiko, später war er mehrere Jahre in Südamerika, davon fünf Jahre in Kolumbien tätig.